# Rita Atjkina
Rita Atjkina, född 1 februari 1938 i Mogilev (Vitryssland), är en rysk före detta längdåkare som under sin karriär tävlade för Sovjetunionen.